# Communauté de communes du canton de Guîtres
La communauté de communes du Canton de Guîtres est une ancienne structure intercommunale française, située dans le département de la Gironde et la région Aquitaine.

## Composition
La communauté de communes du Canton de Guîtres  est composée des 13 communes suivantes :
| - Saint-Denis-de-Pile - Guîtres - Lagorce - Sablons - Saint-Ciers-d'Abzac | - Maransin - Saint-Martin-du-Bois - Bonzac - Savignac-de-l'Isle - Tizac-de-Lapouyade | - Bayas - Saint-Martin-de-Laye - Lapouyade |  |

## Historique
Le 1er janvier 2011, la communauté de communes du canton de Guîtres a fusionné avec la communauté de communes du pays de Coutras et la communauté de communes du Libournais, dans la nouvelle communauté de communes du Nord Libournais, qui pourra ensuite évoluer en 2012 en communauté d'agglomération.